# Arthur Elgort
Arthur Elgort (New York, 8 giugno 1940) è un fotografo statunitense, conosciuto soprattutto per il suo lavoro come fotografo di Vogue. Ha una figlia (1986) e due figli (1989 e 1994), il minore dei quali è Ansel Elgort, attore e disc jockey.
I suoi genitori, Sophie Didimamoff e Harry Elgort, di origine russo-ebraiche, erano proprietari di un ristorante.

## Pubblicazioni
- Personal Fashion Picture, 1983
- Swan Prince, Featuring Mikhail Baryshnikov, 1987
- Models Manual, 1994
- Camera Ready: How to Shoot Your Kids, 1997
- Camera Crazy, 2004
- The Big Picture, 2014